# Paniculitis de Weber–Christian
La  paniculitis de Weber-Christian o enfermedad de Weber-Christian (también Pfeifer-Weber-Christian) es  un grupo heterogéneo de paniculitis de origen desconocido que se suelen manifestar principalmente por nódulos subcutáneos, células inflamatorias en los lóbulos de grasa y múltiples y variados síntomas sistémicos, destacando principalmente la fiebre.
El término paniculitis de Weber-Christian se ha empleado en múltiples condiciones diferentes. La enfermedad de Weber-Christian, que una vez se pensó que era una entidad distinta, parece haber sido un término demasiado inclusivo aplicado a múltiples trastornos, incluyendo la paniculitis por deficiencia de alfa-1 antitripsina, paniculitis pancreática, paniculitis facticia, paniculitis por linfoma, etc. Al desarrollarse una mayor capacidad para identificar y diagnosticar estas condiciones, el término "enfermedad Weber-Christian" ha sido abandonado por diagnósticos más específicos y solo se suele emplear en caso de que no se encuentre causa justificable para la paniculitis.

## Epónimo
El epónimo proviene del dermatólogo inglés Frederick Parkes Weber y del dermatólogo estadounidense Henry Asbury Christian. En 1892 Pfeifer describió por primera vez la condición de la piel que ahora se conoce como enfermedad de Weber-Christian, o paniculitis lobular idiopática. En 1925, Weber describió el síndrome y Christian enfatizó la importancia de la fiebre como parte del síndrome. El síndrome se empezó a conocer como enfermedad de Weber-Christian a partir de 1928.